# Roberto Visentini
Roberto Visentini (Gardone Riviera, 2 giugno 1957) è un ex ciclista su strada e pistard italiano.
Professionista dal 1978 al 1990, vinse il Giro d'Italia 1986.

## Carriera

### Gli anni da dilettante
Proveniente da una famiglia del bresciano, ottenne importanti risultati già nelle categorie giovanili. Come juniores, nel 1975 divenne campione italiano su strada e vinse il mondiale di categoria a Le Chalet-à-Gobet. Da dilettante conquistò un Gran Premio Palio del Recioto e il titolo di campione nazionale a cronometro nel 1977.
Fu attivo anche su pista, aggiudicandosi il titolo italiano dell'inseguimento del 1979.

### 1978-1985: gli inizi da professionista
Abile scalatore e cronoman, passò professionista nel 1978 con la Vibor di Italo Zilioli. Nello stesso anno debuttò al Giro d'Italia, dove, pur concludendo quindicesimo, conquistò la maglia bianca di miglior giovane in classifica generale. Nel 1979 e nel 1980 confermò le sue doti, piazzandosi rispettivamente decimo e nono nella classifica generale del Giro, nel 1980 indossando anche la maglia rosa per sette giorni. Nel 1980 partecipò anche alla Vuelta a España e vinse due tappe, tra cui il cronoprologo. Nel 1981 cambiò squadra e passò alla Sammontana-Benotto, vincendo il Giro del Trentino e il Trofeo Baracchi e chiudendo sesto al Giro d'Italia.
Nel 1983 si trasferì alla Inoxpran di Davide Boifava. In quell'anno vinse la Tirreno-Adriatico, sicché si presentò al Giro d'Italia quale principale avversario del favorito Giuseppe Saronni. In quell'edizione indossò la maglia rosa per due giorni, vinse la cronometro finale (da Gorizia a Udine) e concluse secondo in classifica generale: il suo tempo effettivo finale fu curiosamente inferiore a quello del vincitore Saronni, il quale ottenne vantaggio dagli abbuoni di tappa.
Nel 1984, in maglia Carrera, vinse la frazione di Lerici al Giro d'Italia, ma concluse lontano dai migliori (diciottesimo). L'anno seguente, dopo aver vestito per nove giorni la maglia di leader al Giro d'Italia, si ammalò e dovette ritirarsi dalla corsa rosa, che fu vinta da Bernard Hinault. 

### 1986-1987: dalla vittoria al Giro al "tradimento di Sappada"

Visentini, in maglia rosa, e il compagno di squadra della Carrera Jeans Guido Bontempi, in maglia ciclamino, sul podio del vittorioso Giro d'Italia 1986

Si aggiudicò finalmente la maglia rosa nel 1986, prendendosi il simbolo del primato sull'impegnativa salita di Foppolo, a sette giorni dall'epilogo: mantenne il comando della corsa sino alla fine, lasciandosi alle spalle Saronni a 1'02", quindi Francesco Moser e Greg LeMond. In stagione vinse anche la Milano-Vignola.
Nel Giro d'Italia 1987 non riuscì però a confermarsi, in un'edizione rimasta nella storia della corsa rosa. Dopo il successo nelle cronometro di Sanremo e San Marino era salito in testa alla classifica generale, ma durante la quindicesima tappa con arrivo a Sappada il compagno di squadra Stephen Roche, al culmine di quella che era stata una convivenza forzata tra i due capitani designati della Carrera, andò in fuga; l'azione dell'irlandese prese in contropiede il suo stesso team che, in una bizzarra e caotica situazione, su ordine del diesse Boifava si mise a correre contro Roche, lavorando in testa al gruppo per ricucire lo strappo e difendere il vantaggio in classifica di Visentini: tuttavia il lungo inseguimento finì per innervosire l'italiano, che crollò e perse la maglia proprio in favore dell'irlandese.
Nelle tappe successive Visentini, che accusò apertamente di tradimento il compagno di squadra (rimasto isolato all'interno della Carrera), provò a raggiungerlo con una condotta di gara spericolata, in un clima sempre più pesante in cui non mancarono comportamenti deplorevoli dei tifosi italiani nei confronti dell'irlandese, né l'astio della stampa nazionale; ma al penultimo giorno Visentini cadde, si fratturò il polso e dovette ritirarsi dalla corsa, lasciando definitivamente strada a Roche che con la vittoria al Giro diede il la al suo annus mirabilis che lo vedrà trionfare, nei mesi seguenti, anche al Tour de France e al mondiale.

### 1988-1990: gli ultimi anni
Da quel momento in poi Visentini entrò in crisi. Pur se la Carrera credette ancora in lui, mentre fu Roche a cambiare squadra, ciò non migliorò la situazione di Visentini, che nelle stagioni seguenti non riuscì più a vincere alcuna corsa. Nel 1988 fu secondo nella cronometro del Valico del Vetriolo e quarto in quella di Vittorio Veneto al Giro d'Italia, nonché secondo in quella di Wasquehal e sesto in quella di Santenay al Tour de France dello stesso anno. Concluse la carriera nel 1990 dopo aver conquistato diciotto successi personali su strada.

## Palmarès

### Strada
- 1975 (Juniores)

Gran Premio Palio del Recioto
Trofeo Marastoni
Campionati del mondo juniors, Prova in linea
- 1976 (Dilettanti)

Trofeo Amedeo Guizzi
- 1979 (Dilettanti)

Pergola-Faenza
- 1980

Prologo Vuelta a España (La Manga, cronometro)
16ª tappa, 2ª semitappa Vuelta a España (León, cronometro)
- 1981

Classifica generale Giro del Trentino
- 1982

Trofeo Baracchi (in coppia con Daniel Gisiger)
- 1983

Classifica generale Tirreno-Adriatico
22ª tappa Giro d'Italia (Gorizia > Udine, cronometro)
Cronoprologo Ruota d'Oro
Classifica generale Ruota d'Oro
- 1984

6ª tappa Tirreno-Adriatico (San Benedetto del Tronto, cronometro)
Prologo Giro del Trentino (Folgaria, cronometro)
13ª tappa Giro d'Italia (Città di Castello > Lerici)
- 1986

Milano-Vignola
6ª tappa Giro d'Italia (Cosenza > Potenza)
Classifica generale Giro d'Italia
- 1987

Cronoprologo Giro d'Italia (Sanremo, cronometro)
13ª tappa Giro d'Italia (Rimini > San Marino, cronometro)

#### Altri successi
- 1978

Classifica giovani Giro d'Italia
- 1987

3ª tappa Giro d'Italia (Lerici > Lido di Camaiore, cronosquadre)

### Pista
- 1979

Campionati italiani, Inseguimento individuale

## Piazzamenti

### Grandi Giri
- Giro d'Italia

1978: 15º
1979: 10º
1980: 9º
1981: 6º
1982: ritirato
1983: 2º
1984: 18º
1985: ritirato (19ª tappa)
1986: vincitore
1987: ritirato (22ª tappa)
1988: 13º
1990: 26º
- Tour de France

1984: ritirato (14ª tappa)
1985: 49º
1988: 22º
- Vuelta a España

1980: 15º
1990: ritirato (17ª tappa)

### Classiche
- Milano-Sanremo

1978: 26º
1979: 74º
1980: 27º
1981: 73º
1983: 46º
1984: 29º
1985: 69º
1986: 58º
1987: 126º
1988: 82º
- Liegi-Bastogne-Liegi

1982: ritirato
- Giro di Lombardia

1978: 17º
1982: 11º
1984: 31º

### Competizioni mondiali
- Campionati del mondo su strada

Le Chalet-a-Gobet 1975 - In linea Juniores: vincitore
Nürburgring 1978 - In linea: ritirato
Sallanches 1980 - In linea: ritirato
Altenrhein 1983 - In linea: ritirato
Colorado Springs 1986 - In linea: ritirato
- Campionati del mondo su pista

Besançon 1980 - Inseguimento: 7º